# Salvo. Ocalony
Salvo. Ocalony (wł. Salvo) – włosko-francuski dramat kryminalny z 2013 roku w reżyserii oraz według scenariusza Antonio Piazzy i Fabio Grassadonii. Zdjęcia kręcono na Sycylii (Palermo i Enna).

## Obsada
- Saleh Bakri jako Salvo
- Carolina Crescentini jako Rita
- Luigi Lo Cascio jako Enzo Puleo
- Sara Serraiocco jako Rita
- Giuditta Perriera jako Mimma Puleo
- Mario Pupella jako szef
- Redouane Behache jako członek mafii
- Jacopo Menicagli jako członek mafii

i inni.

## Fabuła
Salvo zabija na zlecenie sycylijskiej mafii. Członkowie wrogiego gangu próbują go zabić, jednak udaje mu się przeżyć. By się zemścić, zakrada się do domu wroga i zabija go oraz porywa jego niewidomą siostrę.